# بنجامين توماس هايد
بنجامين توماس هايد هو سياسي كندي، ولد في 7 يوليو 1884، وتوفي في 29 مارس 1982. انتخب عضو المجلس التشريعي من ساسكاتشوان.